# Mottarone
Il Mottarone (1492 m s.l.m.) è una montagna granitica, situata in Piemonte, nel gruppo del Mergozzolo, nelle Alpi Pennine, suddiviso tra il Verbano-Cusio-Ossola e la provincia di Novara.

## Toponimo
Fino agli anni ottanta dell'ottocento, quello che oggi è conosciuto con il nome di Mottarone - e che rappresenta la vetta più alta del gruppo del Mergozzolo - era indicato nelle guide e in diverse carte geografiche indistintamente con il nome di: «Monterone», «Motterone», «Mutterone» ed era parte della catena chiamata «Margozzolo» o «Mergozzolo».
Nel 1884, con lo scritto "Il Margozzolo e il Mottarone", fu l'avvocato piemontese Orazio Spanna - con il benestare del Conte Guido Borromeo - a sciogliere ufficialmente i dubbi circa il nome della cima più elevata del gruppo del Mergozzolo. Invero, dopo un'attenta analisi etimologica, secondo Orazio Spanna la parola Mottarone doveva essere intesa come una sincope linguistica di "Monte Rotondo". Gli abitanti dei paesi posti sui pendii occidentali del Mottarone, infatti, erano soliti chiamare la vetta con il nome di “Meut rond” o “Mota rond”. "Meut" e "Mota", nell'allora dialetto del Vergante, volevano dire "monte"; mentre "Rond", parola usata dagli antichi tedeschi, significava "rotondo", vista la forma tondeggiante della vetta, interamente ricoperta di erba. Tuttavia, di un "Monte Rotondo", presente proprio in quei territori tra il Lago Maggiore e il Lago d'Orta, si parlava già in alcune carte del 1770.
Una volta sciolti i dubbi sul corretto nome del Mottarone il suo nome è andato a sovrapporsi, da un punto di vista sostanziale, a quello del Mergozzolo e, pertanto, anche oggi il nome del massiccio "Mergozzolo" è poco diffuso poiché viene chiamato più comunemente "Mottarone" o "Massiccio del Mottarone". Tuttavia, è opportuno precisare che a livello teorico il Mottarone e il Mergozzolo non possono essere considerati la stessa cosa: “come non sono la stessa il comignolo e la casa”, come ha evidenziato nel 1884 Orazio Spanna.

## Storia
Nel corso degli anni, durante diversi scavi sono state rinvenute presso la vetta del Mottarone vari reperti archeologici (una lancia, un'ascia e un morso di cavallo) che, successivamente, sono stati attribuiti al periodo longobardo.

### La famiglia Borromeo
Una volta ottenuto il Vergante, la famiglia Borromeo acquistò dai comuni limitrofi vasti territori montuosi, al punto che tutto il versante orientale della montagna divenne di sua proprietà: dalla località Alpino fino alla strada provinciale che sale da Armeno. Ancor oggi, per salire in auto al Mottarone dal lato della località Alpino, si deve far uso di strada privata, gravata di pedaggio.
Tra i pascoli del Mottarone, ad un'altitudine di circa 1090 metri di altitudine, il conte Carlo Borromeo fece costruire nel 1680 un oratorio per quegli alpigiani che allevavano bovini e caprini a mezzadria per la casa Borromeo. Per la realizzazione di alcuni affreschi (in particolare, S. Eurosia) venne chiamato Giovanni Bernardo Zucchinetti. La chiesetta divenne ben presto meta di pellegrini provenienti anche dall'estero; con l'avvicinarsi dell'ottocento, infatti, la zona cominciò ad essere frequentata da numerosi turisti italiani e anglosassoni.

### Il Mottarone agreste
Prima del Novecento, il Mottarone si presentava con un aspetto ben diverso da quello attuale. Nella sua storia, infatti, ha sempre suscitato interesse alle attività legate all'allevamento, alla pastorizia e all'alpeggio. I contadini hanno da sempre usato tale montagna come località di pascolo estivo per il bestiame: pecore, capre, bovini, cavalli; almeno fino a quando nel 1850 il governo Sabaudo, preoccupato che gli animali potessero finire nelle mani degli Austriaci, decise di trasferirli vicino a Torino. Quindi, fino alla prima metà dell'Ottocento il Mottarone è sempre stato apprezzato, da una parte, per la bontà dei pascoli e, dall'altra, per la capacità dei pastori di preparare Burro e formaggi locali. La montagna per molto tempo era disseminata di ricoveri - con caratteristico tetto di paglia - per pastori e per il fieno: nel 1881, ad esempio, gli alpeggi censiti erano settantasette e ospitavano circa 2000 mucche. Con il passare del tempo, tuttavia, non mancarono - anche per mezzo di solleciti della stampa - i richiami di confronto con diverse località svizzere che già vantavano invidiabili attrezzature alberghiere. Nel 1857 fu Luigi Boniforti,  nella “Corografia del Lago Maggiore”, a scrivere per primo del Mottarone evidenziando l'assenza di pubblicità e di adeguate strutture ricettive. La sola costruzione presente sulla cima del Mottarone era una capanna usata per il telegrafo e come segnale per le operazioni trigonometriche: non erano presenti né trattorie né alberghi. L'unica struttura ricettiva, l'"Albergo Alpino" presso la località Alpino, distava ancora troppo dal culmine del Mottarone.
Emerse sempre più, dunque, la necessità di mettere a maggior profitto le bellezze panoramiche attraverso la costruzione di un albergo confortevole, che potesse ospitare i sempre più numerosi turisti (spesso inglesi) che si avventuravano fino alla vetta per godere del panorama.

### La Belle Époque al Mottarone
A lanciare il Mottarone nell'olimpo delle località turistiche fu un avvocato valsesiano: Orazio Spanna, conosciuto come il "papà" del Mottarone. Come prima cosa si occupò di identificare un nome preciso e definitivo: lo battezzò Mottarone, da "meut rond". Prima di allora, infatti, c'erano una serie di incomprensioni in quanto veniva chiamato indistintamente Monterone, Mergozzolo, Margozzolo.
La passione di Orazio Spanna lo portò a propagandare dappertutto la grazia del massiccio piemontese e a migliorare le condizioni dei pastori, che invitava ad unirsi in un consorzio. Fu lo stesso Spanna a promuovere la costruzione di un albergo sulla vetta del Mottarone. L'idea si concretizzò, finalmente, nel 1880 a Varallo Sesia quando Spanna ne parlò all'albergo Italia, condotto dalla famiglia Guglielmina, composta da otto fratelli, con ventiquattro figli. Con il supporto del Club Alpino Italiano, che offrì una sottoscrizione di lire 1 208 e 27 centesimi, i lavori per la costruzione del Grand Hotel Mottarone iniziarono il 28 giugno 1883 e si conclusero il 15 giugno 1884, data dell'inaugurazione. Tra i principali ospiti del Grand Hotel Mottarone si ricordano: Emanuele Filiberto, Vittorio Emanuele, Luigi Amedeo, Tommaso Alberto Vittorio, Isabella di Baviera, Margherita di Savoia e Maria Elisabetta. Così allo scadere del XIX secolo, il Mottarone, per merito dell'eleganza e della funzionalità dell'albergo Guglielmina, venne elencato nelle guide turistiche e consigliato da queste e dalle agenzie internazionali tra le migliori località di soggiorno per l'immensità e la grandiosità del suo panorama.
Per la vicinanza con Milano, il Mottarone e il suo panorama - anche nella località Alpino, che si estende nel territorio tra Stresa e Gignese - divennero la meta prediletta di alcuni pittori naturalisti lombardi e milanesi, come Filippo Carcano, Mosè Bianchi, Achille Formis, Pompeo Mariani, Ernesto Bazzaro, Leonardo Bazzaro, Uberto Dell'Orto, Eleuterio Pagliano ed Eugenio Gignous, tra gli altri. Tra i musicisti Ildebrando Pizzetti, Arturo Toscanini, Guido Cantelli, Giovanni Anfossi col suo allievo Arturo Benedetti Michelangeli.
Fino al 1911 arrivare in cima al Mottarone non era così semplice: come testimoniato da Nino Bazzetta De Vemenia, il monte era accessibile da Stresa, soltanto a piedi, utilizzando le vecchie mulattiere degli alpigiani. Proprio per questo, al fine di facilitarne l'accesso e incrementarne sempre più il turismo, il 7 settembre 1911 venne inaugurata la ferrovia a cremagliera e trazione elettrica che collegava Stresa alla vetta. In poco più di un'ora, con tappe intermedie all'Alpino e alla stazione detta la Borromeo, il trenino arrivava alla stazione del Mottarone.

### Epoca contemporanea
Il 23 maggio 2021 si verifica un grave incidente sulla funivia che collega Stresa al Mottarone: intorno alle ore 12 una fune traente cede e, complice la mancata entrata in funzione del freno di emergenza, provoca la successiva discesa incontrollata a folle velocità di una delle 2 cabine della funivia, ormai prossima alla stazione di vetta. In corrispondenza di un pilone la cabina poi precipita al suolo, costando la vita a 14 persone su 15 a bordo. L'unico sopravvissuto, un bambino di 5 anni, rimane gravemente ferito.

## Geografia

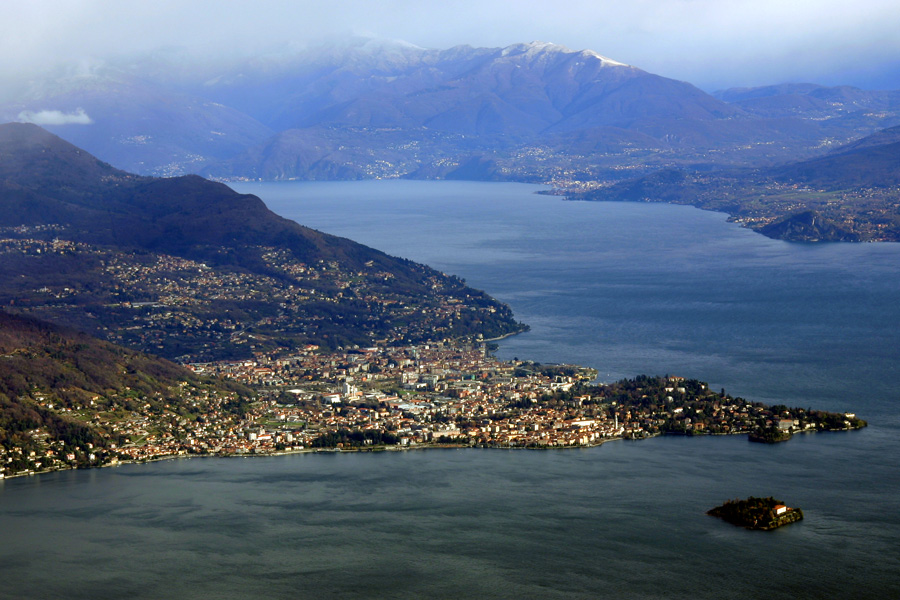
Verbania dalla cima del Mottarone

Il Mottarone è un massiccio collinare-montuoso situato nel Cusio, in Piemonte che con i suoi 1492 m s.l.m., divide il Lago Maggiore dal Lago d'Orta; inoltre rappresenta la parte orientale della Val Corcera. A livello amministrativo appartiene alle province del Verbano-Cusio-Ossola e di Novara, anche se la cima vera e propria, per poche centinaia di metri, si trova nel comune di Stresa, afferente alla provincia del Verbano-Cusio-Ossola (sino al 1992 alla provincia di Novara). La prominenza topografica del Mottarone è di 1130 metri. Per la sua posizione tra i laghi d'Orta e Maggiore e per essere una storica area di incontro è noto come "La montagna dei due laghi". Dalle sue pendici nascono i torrenti Agogna, Pescone, Selvaspessa ed Erno.

### Geologia
Il Mottarone gode di un certo interesse geologico, attestato da numerose cave di graniti bianchi e rosa (la cava La Rossa e la cava Agrano) e numerose miniere di piombo, argento, nichel, ormai abbandonate. Il substrato roccioso è eterogeneo ed è composto da due tipologie separate lungo l'ipotetica linea che va da Baveno (sul Lago Maggiore) a Pettenasco (sul Lago d'Orta): a sud-est sono presenti gli Scisti dei Laghi formati da paragneiss e micascisti; invece, nella parte nord-ovest affiora con diverse tipologie di colore (rosso, rosa e bianco) il plutone granitico.

#### Il "Sasso Papale"
In passato, tra le principali attrazioni del Mottarone, presso la località Alpino, esisteva un enorme masso conosciuto con il nome di "Sasso Papale" o "Pietra Papale". Il masso è stato fonte di alcune leggende, come quella circa l'ipotetica sosta in loco del primo Papa San Pietro: da qui l'appellativo “Papale”.  I viandanti che, provenendo da Gignese, erano diretti verso la cima della montagna erano soliti a farsi fotografare di fronte agli oltre millecinquecento metri cubi di granito. Il "Sasso Papale" rappresentava un magnifico esempio di masso erratico e, proprio per questo, ha suscitato l'interesse di diversi geologi e studiosi, tra i quali: Carlo Fabrizio Parona, dell'Università di Torino, Federico Sacco e Philip Lutley Sclater. Il masso venne tagliato definitivamente a pezzi nel 1961 per essere usato come materiale da costruzione.

### Accessibilità
La vetta è raggiungibile tramite due strade, costruite verso la metà del secolo scorso: la provinciale 41 - che percorre il versante sud salendo da Armeno - e "La Borromea", una strada a pedaggio (10,00 euro) che sale dalla località Alpino lungo il versante est.
La cima è inoltre raggiungibile tramite la Funivia Stresa-Alpino-Mottarone, inaugurata nel 1970 e riaperta nell'agosto del 2016, che parte da Piazzale Lido, a Carciano, frazione di Stresa e in circa venti minuti raggiunge un pianoro nei pressi della cima del Mottarone. Recentemente è stata costruita una seggiovia che collega la stazione di arrivo della funivia con la vetta vera e propria. Il 23 maggio 2021 l'impianto della funivia è stato teatro di un grave incidente, che ha visto una cabina dell'impianto precipitare al suolo a seguito di un cedimento strutturale della fune traente, provocando 14 morti e un ferito grave.
Un tempo arrivare in cima al Mottarone non era così semplice: il monte era accessibile da Stresa soltanto a piedi; i turisti che volevano salire sul Mottarone si affidavano a contadini che mettevano a disposizione il loro carro e i loro buoi per portare sulla vetta bauli e valigie. Per questo il 7 settembre 1911 venne inaugurata la ferrovia a cremagliera e trazione elettrica (la prima in italia) che collegava Stresa alla vetta. In poco più di un'ora, con tappe intermedie all'Alpino e alla stazioncina detta la Borromeo, il trenino arrivava alla stazione del Mottarone. Nel 1963 venne sostituita dall'attuale funivia.
Per gli amanti delle passeggiate è presente una fitta rete di sentieri ben segnalati immersi nella natura, che permettono di salire alla cima da qualsiasi centro abitato.

## Ambiente

### Flora
Il Mottarone è caratterizzato dalla presenza di pascoli e praterie di tipo alpino, che stanno rarefacendosi a causa dell'avanzata dei boschi, composti prevalentemente da faggi, betulle e sorbi. Tra le conifere è presente in particolare il larice. Esistono anche alcune abetaie di abete rosso, impiantate artificialmente agli albori del XX secolo.
La presenza di numerose specie erbacee anche rare, già segnalate da famosi botanici fin dal 1800 (Emilio Chiovenda, Giuseppe De Notaris), portò alla creazione del Giardino botanico Alpinia. Alcune specie presenti: drosera, rhynchospora fusca, osmunda regalis, diphasiastrum, androsace.
Recentemente alcune porzioni del territorio, sono state riconosciute SIR (Sito di interesse regionale) e IPAs (Area Importante per le Piante) Nazionale.

#### Giardino Botanico Alpinia
Il giardino botanico Alpinia è situato nel comune di Stresa presso la località Alpino, una piccola località che sorge sulle pendici del Mottarone ad un'altitudine di circa 800 metri.
Venne istituito nel 1934, durante il periodo fascista, con il nome di Duxia, da Igino Ambrosini e Giuseppe Rossi. Tale balcone naturale, che si affaccia sul golfo Borromeo del Lago Maggiore, sin dalla metà del XIX secolo è diventato meta turistica per molti aristocratici e artisti europei.
Il giardino con i suoi 40000 m² rappresenta un luogo di notevole interesse naturalistico per la sua vasta e variegata raccolta di specie botaniche: sono più di 1000 le specie di piante. Alcune specie botaniche sono di origine alpina e subalpina; altre, invece, provengono dal Caucaso, dalla Cina, dal Giappone e dall'America.

### Fauna
Oltre all'isolamento orografico dalla catena alpina, il Mottarone è rimasto escluso da corridoi ecologici a causa dello sviluppo urbano, di infrastrutture viarie ed idrauliche, che ne circondano la base.
Sono presenti: volpi, scoiattoli, lepri ed ungulati immessi a scopo di ripopolamento venatorio acclimatati:cervi, caprioli, cinghiali, mufloni.
Tra i rettili è presente la Vipera aspis e la lucertola vivipara anche a basse quote.
Gli uccelli per loro natura non risentono dell'isolamento, oltre ai più comuni sono presenti: biancone, zigolo giallo, codirossone, prispolone, falco pecchiaiolo.
Nei torrenti sono presenti trote e gamberi di fiume a testimonianza della purezza delle acque.
Nelle praterie abbondano ortotteri e lepidotteri.

### Panorama dalla vetta

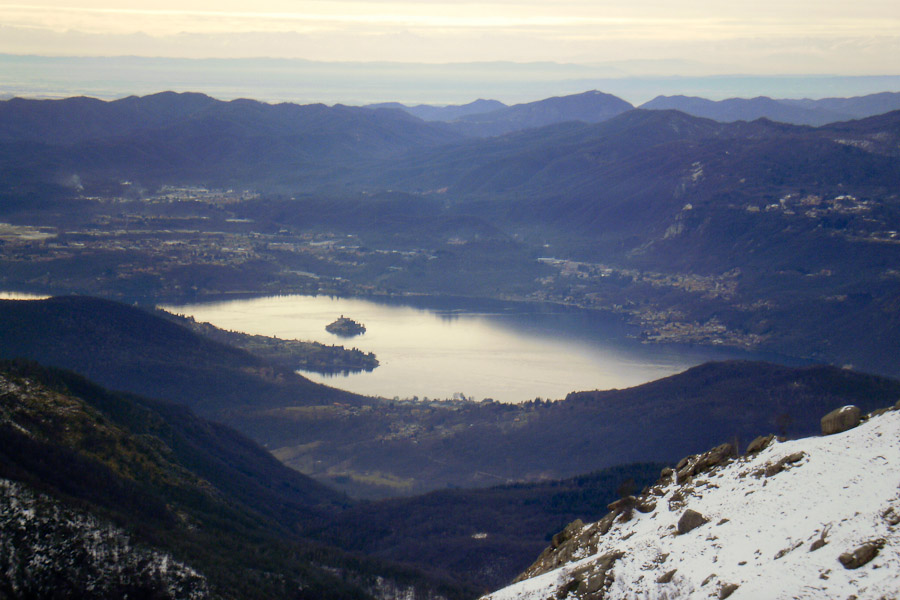
Il Lago d'Orta visto dal Mottarone

Nonostante sia tra le cime meno alte delle Alpi, domina un panorama spettacolare. Dalla sua vetta tondeggiante, facilmente riconoscibile anche da lontano anche per la presenza di diversi impianti di ripetizione di segnali radio-televisivi, si può godere di una vista a 360° dalle Alpi Marittime al Monte Rosa, passando per la Pianura Padana ed i sette laghi (Orta, Maggiore, Mergozzo, Varese, Monate, Comabbio, Biandronno). Facile scorgere, nelle giornate di bel tempo, la vetta triangolare del Monviso.

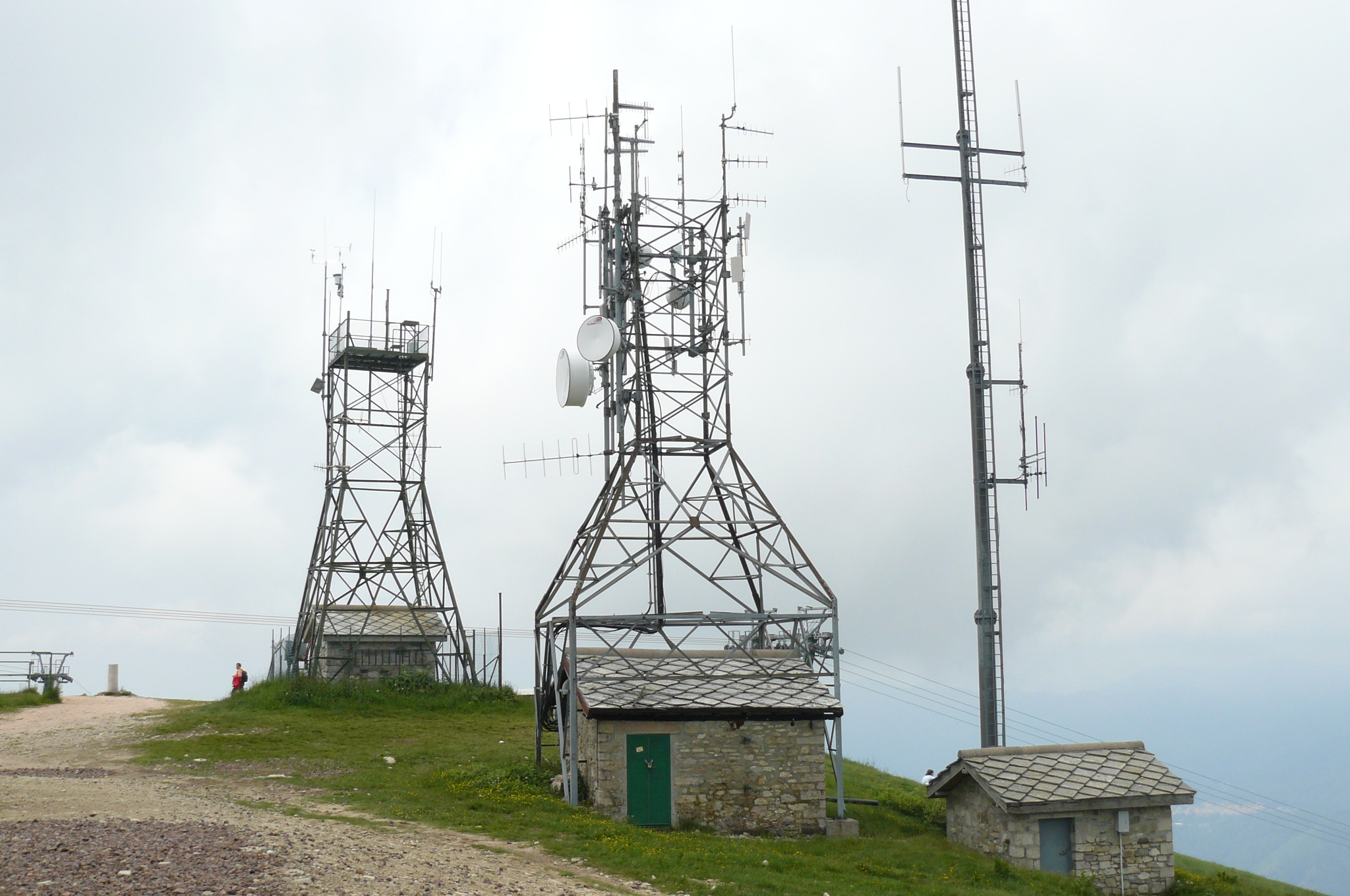
La vetta del Mottarone con gli impianti di ripetizione.

(Karl Tuber)
(Federico Balli)
(Valentino Carrera)

## Turismo e sport

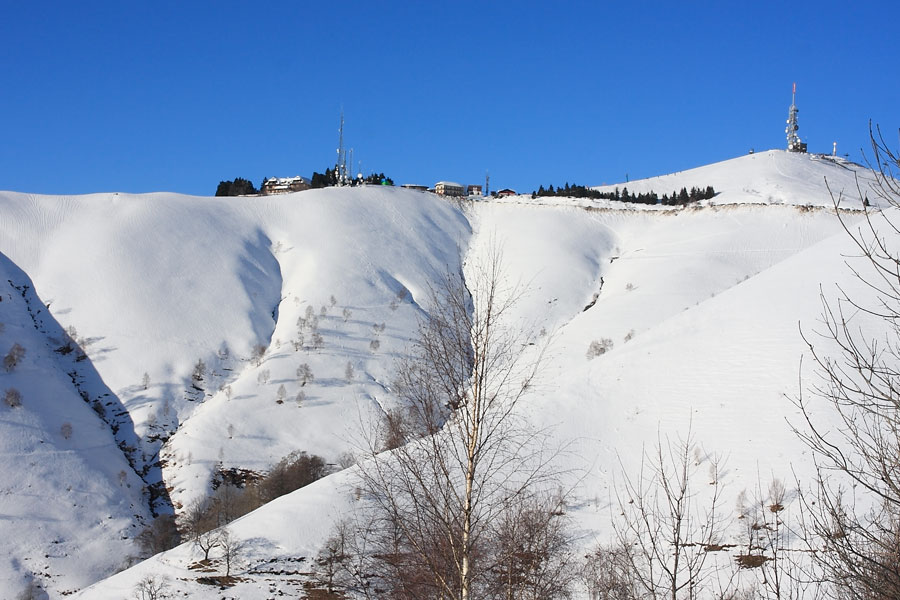
La cima del Mottarone in inverno

### Le origini del turismo
La secolare tradizione turistica del Mottarone comincia verso la prima metà dell'Ottocento quando, ancora, si presentava come un luogo perlopiù agreste. Fu in piena Belle Époque che la località assunse prestigio - in particolar modo nella classe aristocratica - e venne riconosciuta nelle guide turistiche e nelle agenzie internazionali tra le migliori mete di soggiorno. Questo fu reso possibile, oltre che per l'impegno e la dedizione dell'avvocato Orazio Spanna, anche per merito dell'eleganza e della funzionalità del Grand Hotel Mottarone inaugurato dalla famiglia Guglielmina nel 1884.
Tra i principali ospiti delle strutture ricettive del Mottarone si annoverano: i membri della famiglia reale Emanuele Filiberto, Vittorio Emanuele, Luigi Amedeo, Tommaso Alberto Vittorio, Isabella di Baviera, Margherita di Savoia e Maria Elisabetta; i pittori naturalisti lombardi e milanesi Filippo Carcano, Mosè Bianchi, Achille Formis, Pompeo Mariani, Ernesto Bazzaro, Leonardo Bazzaro, Uberto Dell'Orto, Eleuterio Pagliano ed Eugenio Gignous; i musicisti Ildebrando Pizzetti, Arturo Toscanini, Guido Cantelli, Giovanni Anfossi e Arturo Benedetti Michelangeli.

### Il turismo di oggi e le attività sportive
Con il boom economico e il forte sviluppo tecnologico, anche il turismo del Mottarone ha smesso di essere appannaggio della sola classe aristocratica ed è diventato di massa. Nel giro di pochi anni il Mottarone è diventato meta di un turismo prevalentemente giornaliero. Ora la montagna permette di praticate numerose attività sportive, anche agonistiche di livello nazionale, nonché molte attività ricreative: sci, ciclismo, rally, parapendio, podismo, aeromodellismo, caccia, funghi, arrampicata su roccia, birdwatching, golf.

#### Sci
Lo sci sul Mottarone iniziò a diffondersi dal 1908, quando il Grand Hotel Mottarone decise di aprire anche nel periodo invernale.
Con l'inaugurazione della Ferrovia a cremagliera Stresa Mottarone nel 1911 - prima - e con la fine della prima guerra mondiale - poi - il Mottarone venne ad affermarsi come una delle maggiori località sciistiche italiane.
Dal 18 al 20 gennaio 1935, in occasione della "Coppa d'Oro del Duce", si svolse la prima gara di slalom gigante Slalom gigante nella storia dello sci italiano, assegnata per decreto al Mottarone. A parte il periodo della seconda guerra mondiale, l'affluenza agli impianti sciistici del Mottarone fu sempre molto alta. Tuttavia, a causa delle scarse nevicate e della concorrenza delle stazioni sciistiche dell'Ossola, in particolare Macugnaga, negli anni ottanta si iniziarono a registrare i primi contraccolpi. A differenza di un tempo, oggi la località sciistica non riveste più un ruolo di primo ordine nel panorama sciistico nazionale: nel tempo, infatti, si sono succeduti diversi cambi di gestione degli impianti, accompagnati da diverse querelle legali con la famiglia Borromeo. Le incertezze sono state amplificate, oltre che per la forte concorrenza di stazioni sciistiche più all'avanguardia, anche a seguito della chiusura a tempo indeterminato della Funivia Stresa-Alpino-Mottarone. Attualmente gli impianti, riaperti dal 14 dicembre 2013, in seguito ad alcuni provvedimenti adottati dal Comune di Stresa, si trovano nella possibilità di essere regolarmente aperti durante la stagione sciistica.

#### Ciclismo

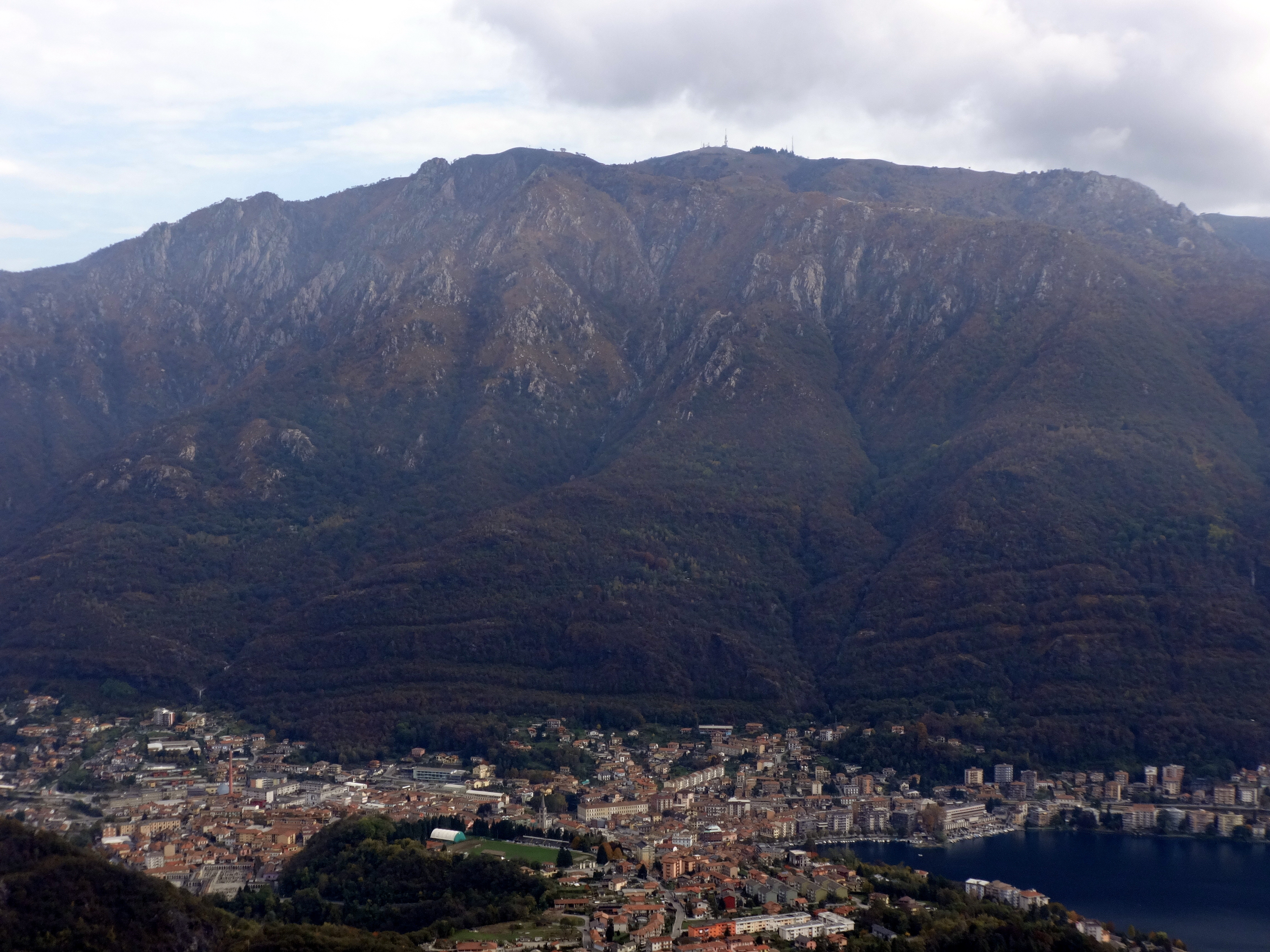
Mottarone

Sulla cima del Mottarone è stato costruito, ormai da qualche anno, un monumento dedicato al ciclista. Si trova all'innesto tra la strada proveniente da Baveno e quella che arriva da Armeno. Detto monumento è stato realizzato in memoria di due ciclisti famosi locali: Piemontesi e Fornara che diedero filo da torcere anche ai più grandi assi del loro tempo ed è stato realizzato dallo studio di Architettura di Novara: dr. Arch. Agresta Ugo.
È costituito da due blocchi di granito uno sovrastante l'altro, con inserimento di un colonnato in tubi Innocenti tra i due, racchiudente tre formelle in bronzo dedicate ai due assi sportivi. Tutta l'area su cui insiste l'opera è circondata da un muro in pietra locale, sulla cui apertura sud si trova una struttura curva in ferro e legno, ponte di reale ed ideale collegamento empatico tra il visitatore ed il mondo esterno, attraverso il quale l'occhio del visitatore si trova in comunione visiva con le formelle e quindi con la metafora della vita sportiva e degli stessi ideali che vengono da essa proposti.
Nel 1966 la scalata del Mottarone fu inserita negli ultimi chilometri della lunghissima tappa Parma-Arona. La salita era ancora sterrata nel tratto finale. A trionfare sul traguardo di Arona fu Franco Bitossi, con Vittorio Adorni, che mantenne sulle spalle la maglia rosa, che perse poi il giorno seguente. Il Giro si concluse, poi, con la vittoria di Gianni Motta.
Nel 1997 la salita del Mottarone venne inserita nella parte finale della tappa Verrès-Borgomanero. La tappa, disputatasi sotto una pioggia battente (in quota addirittura nevischio), vide la vittoria di Alessandro Baronti, mentre la maglia rosa restò sulle spalle di Ivan Gotti, che vinse l'edizione della corsa rosa.
Anche nel 2001 il Mottarone venne inserito nella parte finale della tappa Busto Arsizio-Arona, che si corse sotto un'incessante pioggia. La maglia rosa Gilberto Simoni fece il vuoto sulla salita del Mottarone e trionfò in solitaria ad Arona, ipotecando la vittoria finale della corsa.
Nel 2011 i ciclisti scalano nuovamente il Mottarone, la salita è, infatti, inserita nella tappa Bergamo-Macugnaga. Per la prima volta i corridori salgono dal versante dell'Alpino di Stresa e scendono dal versante di Armeno, mentre nei precedenti passaggi era sempre stato quest'ultimo versante ad essere affrontato in salita.
Il gran premio della montagna del Mottarone viene inserito nella prima parte della tappa. I primi a transitarvi sono Jérôme Pineau, Matteo Rabottini e Lars Bak seguiti dalla maglia verde Stefano Garzelli. La tappa si conclude poi a Macugnaga, con la vittoria di Paolo Tiralongo davanti alla maglia rosa Alberto Contador.
La salita del Mottarone fu più volte inserita pure nel percorso del Giro del Piemonte (oggi rinominato Gran Piemonte), in particolare negli anni settanta, quando la corsa si concluse più volte ad Oleggio Castello. Tra i vincitori di quelle edizioni si ricordano Eddy Merckx e Felice Gimondi.
Tra il 2002 e il 2006 la salita del versante cusiano del Mottarone è stata teatro pure del G.P. SBS-Miasino-Mottarone, cronoscalata individuale con protagonisti come Gilberto Simoni (due volte vincitore), Paolo Savoldelli, Ivan Basso (vincitori di un'edizione) e Damiano Cunego (giunto due volte al secondo posto).
Nel 2021 la salita del Mottarone è stata inserita nella diciannovesima tappa del Giro d'Italia, ma a causa della tragedia della funivia avvenuta pochi giorni prima del passaggio della tappa stessa, il percorso è stato modificato in rispetto per le vittime e i loro familiari e per il rischio che il passaggio avesse potuto portare l’occhio indiscreto di tanti curiosi sul luogo dell'incidente.

##### Tappe del Giro d'Italia transitate sul Mottarone
| Anno | Tappa | Partenza      | Arrivo      | Vincitore di tappa | Maglia rosa                       |
| ---- | ----- | ------------- | ----------- | ------------------ | --------------------------------- |
| 1966 | 14ª   | Parma         | Arona       | Franco Bitossi     | Vittorio Adorni                   |
| 1997 | 15ª   | Verrès        | Borgomanero | Alessandro Baronti | Ivan Gotti                        |
| 2001 | 20ª   | Busto Arsizio | Arona       | Gilberto Simoni    | Gilberto Simoni                   |
| 2011 | 19ª   | Bergamo       | Macugnaga   | Paolo Tiralongo    | Alberto Contador Michele Scarponi |

#### Arrampicata

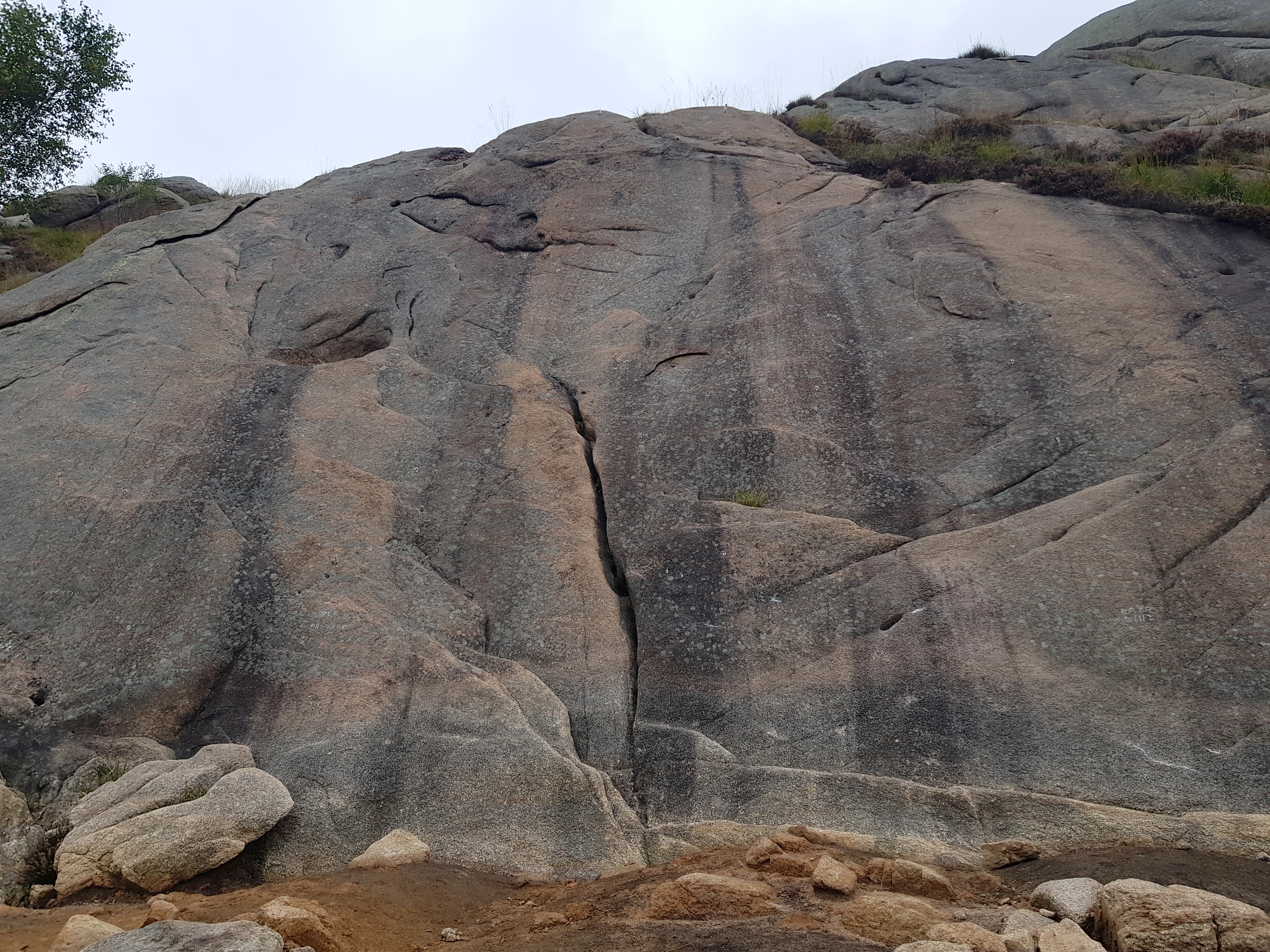
La falesia Balena Bassa della palestra di roccia Sass di Butic

Sul Mottarone sono presenti diverse vie, falesie e boulder per praticare arrampicata su roccia. Tra i settori delle falesie ci sono: la Rossa, il Regolare, il Monolito, Sass di Buticc, Sass da l’Om, Cima Cusio e il settore C.A.I. Baveno. La roccia del mottarone è granito rosa tipico della zona di Baveno, che presenta pochi appigli e spesso spinge ad arrampicare in aderenza alla roccia.

#### Alpyland
Si tratta di un alpine coaster: un'attrazione simile alle montagne russe con la particolarità che ogni utente può decidere la velocità alla quale affrontare il tracciato che si sviluppa tutto in discesa. I bob-slittini a due posti sono ancorati ad una monorotaia e sono dotati di un sistema frenante che il passeggero può azionare per accelerare o decelerare. La pista è lunga 1.200 m e si sviluppa su un dislivello di 100 m.
L'attrazione è aperta al pubblico quasi tutto l'anno ad eccezione del mese di novembre, e dei giorni feriali di dicembre - marzo, ed è adatta anche ai bambini più piccoli che possono scendere in braccio al genitore se minori (minimo 4 anni).

## Prodotti tipici

### Prodotti caseari
Nella zona del Mottarone si producono diversi prodotti caseari generati da latte proveniente da allevamenti ubicati sulle pendici del monte. Sugli alpeggi del Mottarone viene prodotto il nostrano (formaggio interamente prodotto con latte delle brune alpine e delle pezzate rosse degli allevamenti locali), la ricotta e il burro.

#### Toma del Mottarone
Il prodotto caseario più famoso è certamente la Toma del Mottarone che, attraverso le antiche tecniche tradizionali, viene fatta stagionare in alcuni alpeggi sottostanti la vetta, come l'Alpe della Volpe. Vi sono poi una serie di caseifici ad Armeno, Ameno, nel Vergante e nella bassa Val d'Ossola che producono la Toma del Mottarone in maggiori quantità, destinandola agli esercizi commerciali di Piemonte e Lombardia.

### Amaro Mottarone
Inventato da Fermo Morniroli nel 1948, l'Amaro del Mottarone è un infuso di colore ambrato che si ottiene dalla macerazione a freddo di circa trenta qualità di erbe, radici, fiori e spezie. L'amaro, che ha una gradazione alcolica del 28%, viene tutt'oggi prodotto in una distilleria di Gravellona Toce ma la sua diffusione è piuttosto limitata: è prevalentemente acquistabile nelle botteghe di Armeno ed è spesso impiegato nella pasticceria locale, per esempio nei cioccolatini.
Nelle quote più basse, sono presenti estese coltivazioni di piante ornamentali acidofile: azalee, camelie, rododendri.